# Nelson González Rojas
Nelson David González Rojas (Caracas, 29 de diciembre de 1946-Bogotá, 24 de mayo de 2025) fue un compositor, músico y director venezolano, pionero y precursor de salsa en la década de 1960 en América. Conocido por fundar y dirigir la orquesta Nelson y sus estrellas. También se le conoce como el «Emperador de la Salsa» por sus aportes musicales al género.

## Biografía

### Inicios
Nelson González nació el 29 de diciembre de 1946 en Caracas, Venezuela. Su padre Pascual González fue músico y compositor, desde la primera infancia se interesó por la música, practicaba de manera autodidacta, es así que formó una escuela aficionada musical con amigos como Joe Balsa, Édgar Lara y su hermano Luis Felipe, con quienes trabajaría posteriormente en su orquesta Nelson y sus Estrellas.
Comenzó a estudiar matemáticas y física en la Universidad Central de Venezuela, pero se retiró para dedicarse a la orquesta que fundó en 1965 con su hermano y otros siete músicos, con quienes realizó su primer trabajo discográfico llamado Mucho Nelson, el disco tuvo una inesperada recepción del público, fue un éxito en Colombia que lo llevó a continuar con sus trabajos musicales.

### Carrera musical
En Venezuela compuso sus canciones, cuando se enteró de que su trabajo alcanzó lugares destacados de popularidad en los listados radiales de la época en Colombia se trasladó con su orquesta al país donde terminó radicándose. Realizó su debut en la Feria de Cali de 1969 tocando en el mismo evento con Richie Ray y Bobby Cruz, ciudad que en 1989 lo declaró Huesped de Honor otorgándole las llaves de la ciudad.
La exitosa carrera artística de esta orquesta cuenta en su haber con una interminable lista de éxitos como «Llorándote», «El forastero», «Para ti caleña», «Canto a la montaña», «El sanjuanero», «Luna del río», «Canción india», «Tócame un porro», «Llora corazón», «Bailadores», «Cuando venga la primavera», «El emperadorcito», «La sirena», «Lucerito» o «Londres».

### Separación de su hermano
El trabajo en Bogotá afectó la salud de Nelson, así que en 1974 tuvo que dejar la ciudad pero Luis Felipe permaneció trabajando en solitario, contacto con Juvenal Vitoria compositor de la canción «La saporrita», Luis Felipe la arregló y la grabó sin contar con Nelson, luego Nelson le anunció que sería reemplazado en el grupo por Franklin Castillo, sin embargo, y tras acuerdos entre los hermanos lograron grabar juntos en 1979 la canción «Con sabor a caña», finalmente en 1994 en Pereira se consolidó la separación definitiva.

### Legado
Nelson y sus Estrellas fueron reconocidos en varios países de Europa por sus notas mezcladas con ritmo clásico.
La Sirena fue nominado como uno de los 100 temas a mejor canción tropical de la historia en Colombia.
Actualmente Nelson está radicado en Cali y realiza presentaciones artísticas en diferentes países acompañado de su hijo Nelson David González Jr. quien es el vocalista vigente de la orquesta.

## Fallecimiento
Nelson González falleció el día 24 de mayo de 2025 en Bogotá a los 78 años debido a complicaciones de neumonía.

## Discografía
- Sabor sabor (1966)
- Cosa buena (1966)
- La Salsa y el Swing (1967)
- Jumpy Jumpy & Chingaly (1968)
- Mucho Nelson (1968)
- ¡El ritmo de allá! (1969)
- El rey del Ají (1970)
- Esto sí está duro (1970)
- Dando en el blanco (1971)
- Y esta Salsa que? (1972)
- El galán de la salsa (1973)
- Para Colombia (1974)
- Nelson Internacional (1974)
- Lo mejor de nelson y sus estrellas (1974)
- Lo que esperaban de Nelson y sus estrellas (1974)
- Juegale Nelson (1975)
- Nelson y sus estrellas (1975)
- Nelson Gonzales y sus estrellas (1975)
- Salsa Nelson (1976)
- El rey del Ají (1976)
- Por fin llegó el Galán de la Salsa (1976)
- Arawak(1977)
- A pedir de boca (1977)
- Salsa fresca (1977)
- A lo Obscuro (1977)
- El verdadero Galan de la Salsa (1978)
- Con sabor a caña (1979)
- Lo mejor de Nelson Volumen 3 (1978)
- A pedir de Boca (1979)
- Pachanga sabrosa (1980)
- Bailables del 80 (1980)
- Nelson y sus estrellas Tocame un porro (1984)
- La Guarachita (1985)
- Regresa el rey del ají (1987)
- 25 años con sabor (1987)
- El ritmo y el sabor de nelson y sus estrellas 3 lps (1990)
- Ritmo y sabor volumen 2 3 lps (1991)
- Salsa ritmo y sabor volumen 1 (1991)
- Grandes orquestas tropicales Nelson Círculo de lectores 2 lps (1993)
- De un siglo al otro (1995)
- Lo mejor de Nelson y sus estrellas volumen 4 (1996)
- Baila con Nelson y sus estrellas (1997)
- Salsa fresca (1998)
- Especialmente para ti (1999)
- Fuerza y rescate
- La Montaña de flores (2008)

Otros Artistas relacionados
Lo mejor de Nelson y sus estrellas al estilo de Galileo y su banda (1974) (miembros de fruko y sus tesos) 

Homenaje a Nelson y sus estrellas, Marco T Orquesta (1996) reedición completa (2001) (Marco T cantante rockabilly)